# Mesoleius castaneus
Mesoleius castaneus là một loài tò vò trong họ Ichneumonidae.